# Calydorea
Genre
Classification phylogénétique
Calydorea est un genre de plantes de la famille des Iridaceae.
Ce sont des plantes herbacées, vivaces et bulbeuses originaires d'Amérique.

## Liste d'espèces
Selon World Checklist of Selected Plant Families (WCSP) (30 janv. 2011) :
- Calydorea alba Roitman & A.Castillo (2005)
- Calydorea amabilis (Ravenna) Goldblatt & Henrich (1991)
- Calydorea approximata R.C.Foster (1945)
- Calydorea azurea Klatt (1882)
- Calydorea basaltica Ravenna (2005)
- Calydorea bifida Ravenna (2003)
- Calydorea campestris (Klatt) Baker (1876)
- Calydorea chilensis Muñoz-Schick, Gayana (2003)
- Calydorea cipuroides Klatt (1882)
- Calydorea crocoides Ravenna (1965)
- Calydorea gardneri Baker (1876)
- Calydorea longipes Ravenna (2005)
- Calydorea longispatha (Herb.) Baker (1876)
- Calydorea luteola (Klatt) Baker (1876)
- Calydorea mexicana (R.C.Foster) Goldblatt & Henrich (1991)
- Calydorea minima Roitman & J.A.Castillo (2007)
- Calydorea nuda (Herb.) Baker (1876)
- Calydorea pallens Griseb. (1879)
- Calydorea undulata Ravenna (2001)
- Calydorea venezolensis (Ravenna) Goldblatt & Henrich (1991)
- Calydorea xyphioides (Poepp.) Espinosa (1922)